# Visa USA
Visa USA es una película colombo-cubana estrenada en 1986, dirigida por Lisandro Duque Naranjo y protagonizada por Armando Gutiérrez, Marcela Agudelo y Vicky Hernández. Relata la historia del hijo de un avicultor colombiano que desea mudarse a los Estados Unidos y vivir el sueño americano a toda costa.

## Sinopsis
Adolfo, el hijo de un avicultor colombiano de clase media baja de Sevilla, Valle del Cauca, sueña con vivir en los Estados Unidos al igual que sus hermanos, en parte para impresionar a su novia Patricia, una joven de clase alta que viaja de manera constante a tierras estadounidenses. Esperanzado en poder obtener una visa, Adolfo se presenta en el consulado en Cali y recibe una respuesta negativa. Obsesionado por su viaje, decide emprender camino a los Estados Unidos a cualquier precio.

## Reparto
| Actor             | Personaje                  |
| ----------------- | -------------------------- |
| Armando Gutiérrez | Adolfo                     |
| Marcela Agudelo   | Patricia                   |
| Gellver de Currea | Moncho                     |
| Vicky Hernández   | Madre de Patricia          |
| Helios Fernández  | Gonzálo, Padre de Patricia |
| Lucy Martínez     | Madre de Adolfo            |